# Прозорац Свети Илија
Прозорац Свети Илија један је од елемента крашког рељефа  на десној страни клисурастог теснаца Јелашничке клисуре., који представља једну од природне лепоте и реткости овог подручја у општини Нишка Бања.

## Географска прошлост
Постанак овог рељефног облика у клисури Ждрело код Јелашнице, неки српски географи тумаче овако:
- Ј. Цвијића (1926), прозорац је насто на кречњачком рту „близу Студене“ (Кулина)  на пукотинама дуж којих распадање „брзо напредује док не пробије стену“; овај процес је „унеколико потпомогнут растварањем и ударном снагом ветра“.[2]

- П. Јовановића (1960), прозорац је настао урвањем стена са једне и са друге стране рта,[3]

- Д. Петровића (1967) његово стварање „ потпомогнуто и селективном ерозијом“. [4]
- М. Станковић (1972), његово стварање је последица сплета пукотина и удара „кише, снега и ветрова“ чији интензитет „може довести до обурвавања таванице и уништења првобитног облика“.[5]

Према томе, произилази да је овај отвор настао у општем процесу механичког распадања и хемијског растварања кречњака и утицајем кише, снега и ветрова.

## Географске одлике
Прозорац Свети Илија се налази на висини од 430 m и скоро је у равни са топонимом Кулина  који представља југоисточни крај кречњачког појаса Здравичког камена који је местимично широк само 10 m.  
Изграђен је у високом кречњачком одсеку Царевог корита чија се дебљина у завршном делу местимично своди на мање од једног метра те се отвор сагледава са велике удаљености. Прозорац полукружно ограђују оштри и тешко приступачни денудациони облици.
Прозорац Свети Илија је  неправилног изгледа, са таваницом која се нагиње од севера ка југу. Зидови су му неједнаке ширине и висине. Јужни је ужи (1,5 m) и усправан (7 m), а северни широк 2 m, висок 10 m, затим у горњем делу превисан и пада под углом од 70° до 80°, док се у доњем нагло ломи и угао смањује на 10° до 20°. Размак између њихових крајњих тачака износи укупно 6 m,од тога:
- 3 метра отпада на главну ширину отвора,
- 3 метра на сужење које на северном зиду почиње од 170 cm и спушта се на 10 cm

а на јужном делу од 120 cm и спушта се на 30 cm. 
По томе, прозорац добија изглед обостране оштро засечене поткапине. Међутим, основа је дупло шира од зидова (4-5 m), док се свод на темену сужава на 0,5 m. 
Сви елементи поткапине су голи, а њено дно је равно и набушено малим и плитким каменицама, осим једне чији пречник износи 30-40 cm а дубина 30 cm. Неке од њих испуњене су ситним детритусом, хумусом и бусењем траве. Оне каменице које су без материјала имају рапаве стране и мало нагнуто дно, и без превислих су зидова.